# Lingua degli uccelli

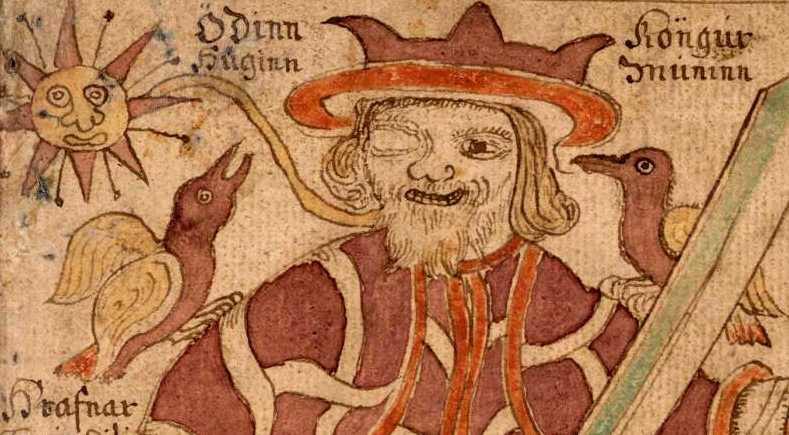
Huginn e Muninn sulle spalle di Odino, in un'illustrazione proveniente da un manoscritto islandese del XVIII secolo.

Per "lingua degli uccelli" si intende un linguaggio mistico, perfetto e divino, oppure un linguaggio magico-sapienziale o mitologico usato dagli uccelli per comunicare con gli iniziati. L'esistenza di questo linguaggio è ribadita nella mitologia, nella letteratura medievale e nell'occultismo. Si basa sull'assonanza sonora o analogica dei termini per camuffare i concetti più elevati, che restano così incomprensibili ai profani: ad esempio si diceva «cristallo», che foneticamente sembra composto dai termini greci christos + als, cioè «sale di Cristo», per indicare il salnitro.
Secondo la scienza moderna, il canto degli uccelli va considerato come un linguaggio non articolato ma rispondente a situazioni che si verificano nella propria sfera biotica che ne rendono possibile la decodificazione. Tali situazioni riguardano stati di pericolo, disagio, aggressività, richiesta di cibo, corteggiamento ecc. e possono essere paragonate a quelle che provocano il pianto nel bambino. Lo studio del canto degli uccelli rientra nell'ambito di una nuova scienza, la bioacustica musicale, che studia i fenomeni sonori in relazioni alle forme di vita del mondo animale. 
In ogni caso il riferimento agli uccelli nell'ermetismo è più che altro simbolico, alludendo a un linguaggio «volatile», cioè spirituale e non grossolano.

## Storia
Gli uccelli svolgevano un ruolo importante nelle religioni dei popoli indoeuropei, in quanto venivano utilizzati per la divinazione dagli àuguri. Lo studioso classicista Walter Burkert ha ipotizzato che queste pratiche potessero avere le loro radici nel Paleolitico quando, nel periodo della glaciazione, i primi umani cercavano carogne di animali osservando gli uccelli. In America settentrionale, i corvi venivano utilizzati dai predatori per trovare delle prede, e venivano ricompensati con le interiora non divorate dagli animali o dai cacciatori.
Dal Rinascimento, il linguaggio fu di ispirazione per alcune lingue logiche considerate magiche, in particolare linguaggi musicali. Il linguaggio fischiato, basato o costruito o articolato su linguaggi naturali, e utilizzato in alcune culture, è spesso accostato al linguaggio degli uccelli. 

## Mitologia

### Mitologia greca
Secondo Apollonio Rodio, nella sua narrazione del mito di Giasone e degli Argonauti, la polena della nave Argo, costruita con legno di quercia proveniente dal bosco sacro di Dodona, poteva parlare il linguaggio degli uccelli, che, nella mitologia greca, può essere interpretato tramite la magia. Si crede che Democrito, Anassimandro, Apollonio di Tiana, Melampo ed Esopo comprendessero questo linguaggio.

### Mitologia norrena

La scultura di Rasmund dell'XI secolo, in Svezia, mostra come Sigfrido impari il linguaggio degli uccelli nell'Edda maggiore e nella Saga di Volsung. 1) Sigfrido. seduto nudo davanti al fuoco, sta preparando il cuore di drago di Fáfnir, per il suo padre adottivo, Reginn, fratello di Fáfnir. Il cuore non è ancora pronto: quando Sigfrido lo tocca, si scotta e porta il dito alla bocca. Nel momento in cui assapora il sangue di drago, inizia a capire il canto degli uccelli. 2) Gli uccelli dicono che Reginn non manterrà la sua promessa di riconciliazione e cercherà di uccidere Sigfrido; ciò porta l'eroe a uccidere Reginn tagliandogli la testa. 3) Reginn è morto e giace vicino alla propria testa, con gli strumenti coi quali ha riforgiato la spada di Sigfrido, Gramr, sparsi intorno a lui. 4) il cavallo di Regin viene caricato del tesoro del drago. 5) Viene mostrato l'evento precedente, l'uccisione di Fáfnir da parte di Sigfrido. 6) Infine, viene mostrato Ótr all'inizio della saga

Nella mitologia norrena, il potere di capire il linguaggio degli uccelli era considerato segno di grande saggezza. Il dio Odino aveva due corvi, chiamati Huginn e Muninn, che volavano per il mondo e riferivano a Odino di ciò che avveniva tra i mortali.
Il leggendario re della Svezia Dag il saggio aveva, appunto, questo potere. Aveva un passero che girava il mondo per portargli notizie. Si racconta come, una volta, un contadino della Reidgotaland avesse ucciso il passero, pagando il suo gesto con dure punizioni da parte degli svedesi.
Si pensava che l'abilità potesse essere acquisita anche assaporando il sangue di drago. Nell'Edda maggiore e nella Saga di Volsung, Sigfrido assaggia accidentalmente il sangue del drago, mentre sta arrostendo il cuore di Fáfnir. Questo gli dà l'abilità di capire il linguaggio degli uccelli, e ciò gli permette di salvarsi la vita, in quanto scopre che gli uccelli stavano parlando dei piani di Reginn per ucciderlo.
Nel poema eddico Helgakviða Hjörvarðssonar, vagamente connesso con la tradizione di Sigfrido, la ragione per la quale un uomo denominato Atli ha avuto quest'abilità non è esplicitamente riportata. Il figlio del signore di Atil, Helgi, avrebbe dovuto sposare colei che, presumibilmente, era la zia di Sigfrido, la Valchiria Sváva.

### Mitologia celtica
Nella mitologia celtica, gli uccelli generalmente rappresentano la conoscenza profetica o le stragi (specialmente i corvi). Mórrígan, ad esempio, si trasforma in un uccello per portare a compimento alcuni dei suoi piani.

### Folklore
Il concetto è utilizzato anche in molti racconti folkloristici di varie tradizioni (tra le quali quella gallese, quella russa, quella tedesca, quella estone e quella greca), nei quali al protagonista è dato il dono di capire il linguaggio degli uccelli, o attraverso trasformazioni magiche, o come ricompensa da parte del re degli uccelli per le buone azioni svolte. Gli uccelli informano o mettono in guardia l'eroe, allo scopo di difenderlo dai pericoli, o di suggerirgli dove trovare un tesoro nascosto.

### Religione

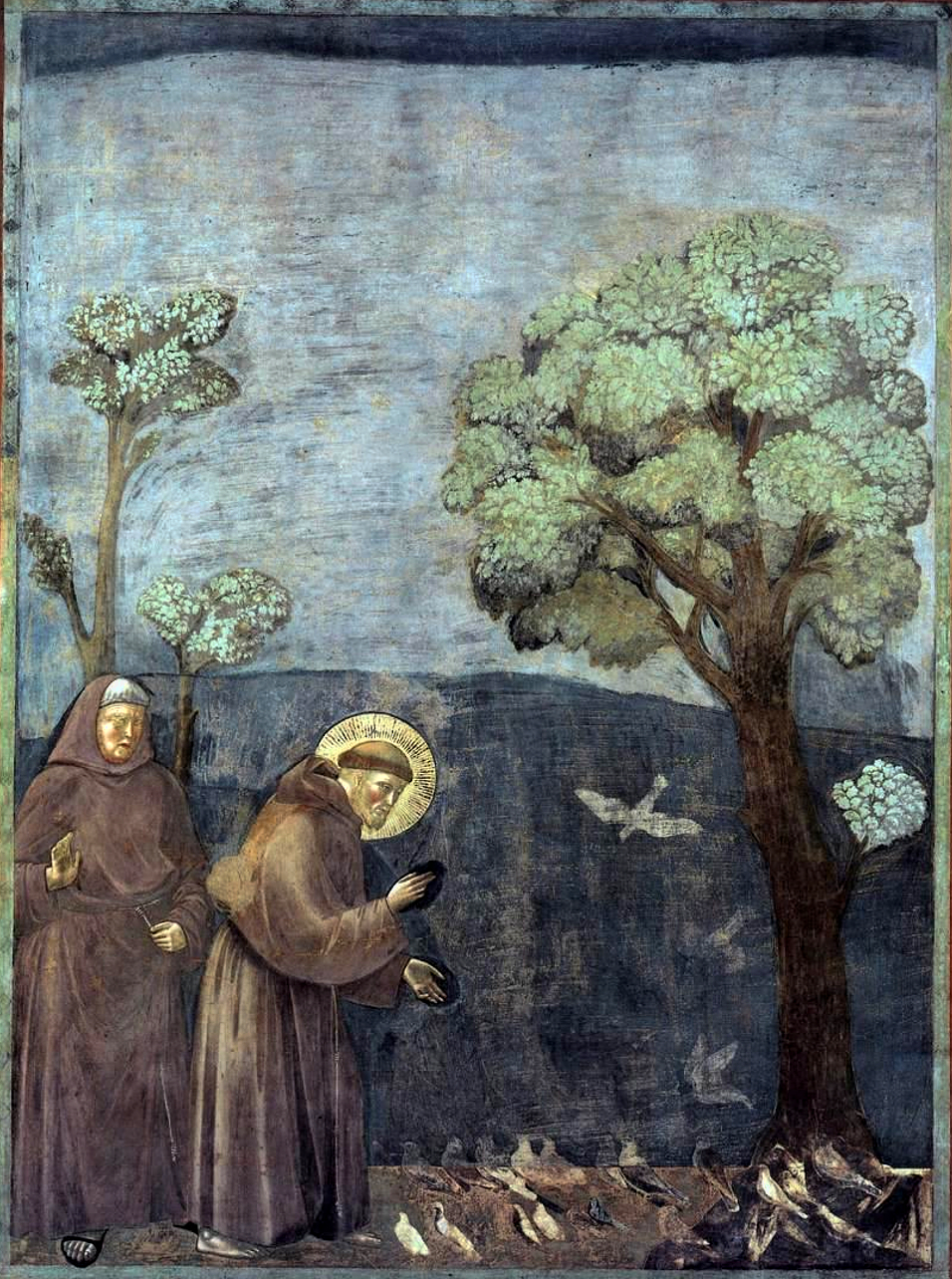
San Francesco predica agli uccelli, affresco di Giotto databile tra il 1295 e il 1299.

Nel Sufismo, il linguaggio degli uccelli è un mistico linguaggio angelico. Il Verbo degli uccelli (Mantiq at-tair) è un poema mistico di 4647 versi del poeta persiano del XII secolo Farid al-Din al-Attar.
Lo stesso Francesco d'Assisi, secondo la tradizione, predicava agli uccelli.
Nel Talmud, la saggezza proverbiale di Salomone era dovuta al fatto che egli capiva il linguaggio degli uccelli, per un dono divino.

### Alchimia
Nella Qabbalah, nella magia del Rinascimento e nell'alchimia, il linguaggio degli uccelli era considerato un linguaggio perfetto e segreto, e la chiave per raggiungere la conoscenza perfetta, chiamata a volte la langue verte (la "lingua verde).

### Letteratura e cultura
Tracce di questa tradizione possono essere trovati ne Gli uccelli di Aristofane e ne Il parlamento degli uccelli, di Geoffrey Chaucer.
Nella Francia del Medioevo, la lingua degli uccelli (in francese la langue des oiseaux), era un linguaggio segreto dei trovatori collegato ai tarocchi, presumibilmente basato su giochi di parole e simbolismi che nascevano dall'omofonia.
Il linguaggio artificiale del Futurismo russo, il linguaggio Zaum, fu descritto come "lingua degli uccelli" da Velimir Chlebnikov.
"La lingua degli uccelli" (in tedesco Die Sprache der Vögel) è un film tedesco del 1991.
Il compositore Jean Sibelius compose una marcia nuziale denominata "Il linguaggio degli uccelli" nel 1911.